# 陈桓 (越南音乐家)
陈桓（1928年12月27日—2003年11月23日）是越南音乐家。原名阮增赫（Nguyễn Tăng Hích），还有笔名胡顺安（Hồ Thuận An）。1928年出生，籍贯广治省海陵县。原通信文化部部长，中央文化思想委员会副委员长。
在抗法战争期间，他创作了突出作品：《山女歌》（Sơn nữ ca），《逝者之言》（Lời người ra đi），《水牛抗战》（Con trâu kháng chiến），《波太太》（Bà Ba）。
1954年后，陈桓担任海防市文化处监督，在这段时期，他创作作品《讲述共产者》（Kể chuyện người cộng sản）。后来以笔名胡顺安的进入平治天战场。1975年后，历任平治天省宣训委员会会长，河内市委宣训委员会会长，通信文化部部长，中央文化思想委员会副委员长。
已出版歌曲集《Lời ru trên nương》，《Một mùa xuân nho nhỏ》，《Tuyển tập 105 ca khúc Trần Hoàn》同其它许多专辑。2003年11月23日凌晨五点在河内市友谊医院去世。